# Автогара Юг (София)
 Тази статия е за автогара в София.  За автогара в Пловдив вижте Автогара Юг (Пловдив).  
Автогара „Юг“ е автогара с второстепенно значение в град София.

## Разположение
Намира се под надлеза на булевард „Драган Цанков“.

## Транспортни връзки
Автогара „Юг“ облекчава автобусния превоз на пътници от и към малки населени места на юг, югоизток, изток от столицата. След откриването на Централна автогара София функциите на Автогара „Юг“ намаляват.
На автогара „Юг“ спира и автобуса за СПА Столицата на България – Велинград.